# Phenolfuchsin

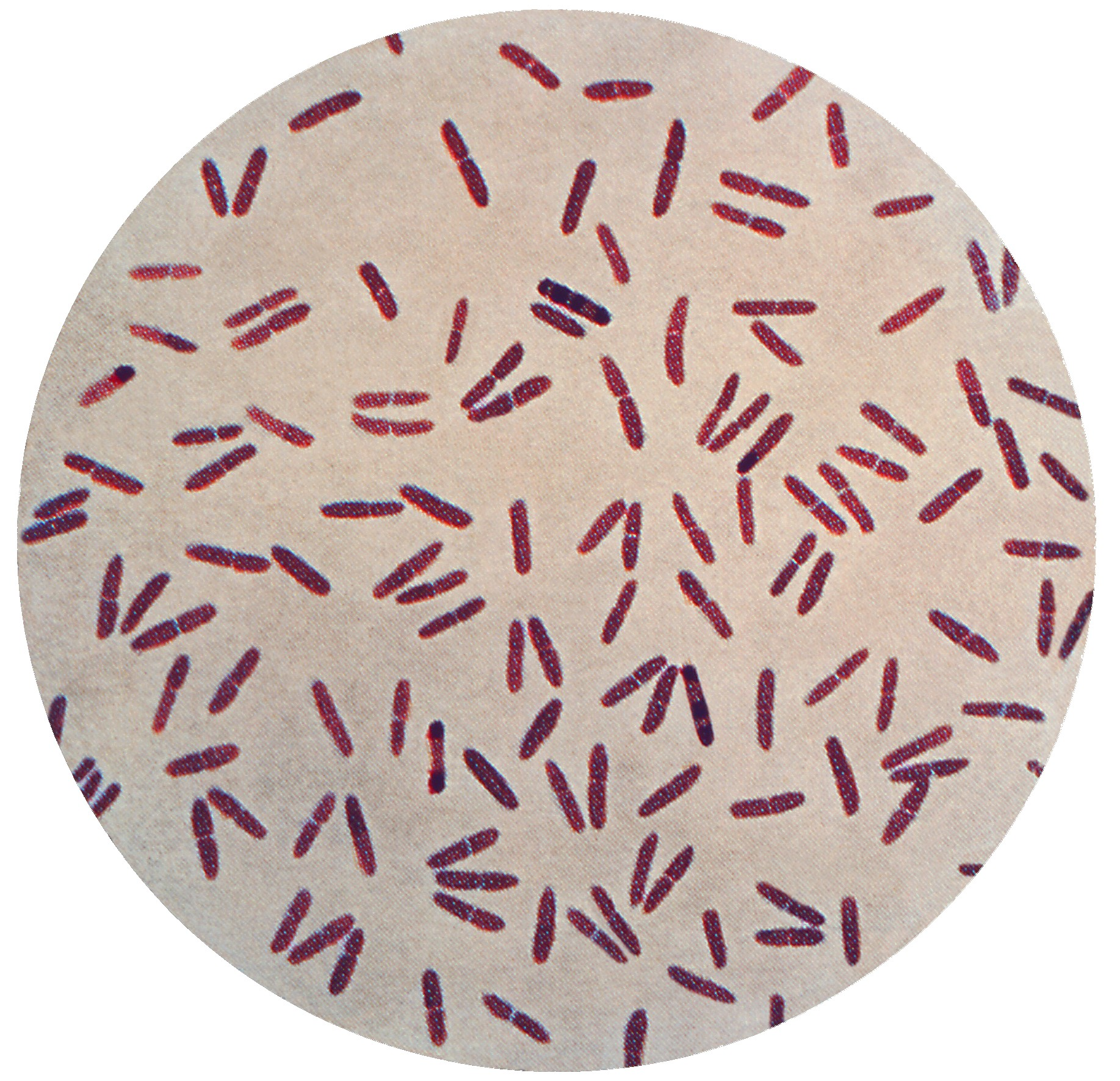
Phenolfuchsin-Färbung von Moraxella lacunata

Phenolfuchsin (synonym Castellani's paint, früher auch Karbolfuchsin, Carbolfuchsin, vom Synonym für Phenol: Karbolsäure) ist eine Lösung der organischen Verbindung Phenol und des Farbstoffs Fuchsin. Es ist Bestandteil verschiedener histologischer Färbungen zur Kontrastierung von Bakterien, insbesondere Mykobakterien, wie die Ziehl-Neelsen-Färbung, Kinyoun-Färbung, Schaeffer-Fulton-Färbung, Moeller-Färbung, Gram-Färbung und Dorner-Snyder-Färbung.

## Eigenschaften
Phenolfuchsin besteht als Lösung aus 1 g basisches Fuchsin, 5 g Phenol, 10 g Isopropanol und 100 ml destilliertes Wasser. Verschiedene Variationen dieser Lösung existieren. Phenolfuchsin färbt Mykolsäuren in der mykobakteriellen Zellmembran. Nach der Färbung werden die Präparate mit verdünnter Säure gewaschen, z. B. 0,4–1 % Salzsäure in 70%igem Ethanol.

## Geschichte
Phenolfuchsin wurde 1883 von Friedrich Neelsen entwickelt. In den 1920er Jahren entwickelte der italienische Arzt und Bakteriologe Aldo Castellani aus der mikrobiologisch verwendeten Phenolfuchsin-Lösung ein Antiseptikum für die Behandlung infektiöser Hautkrankheiten („Castellanische Lösung“, Solutio castellani), die zudem Resorcin, Borsäure, Aceton und Ethanol enthielt. 
Nachdem ab 1983 in deutschen Rezepturformeln zunächst verschiedene Bestandteile wegen toxikologischer Wirkungen gestrichen oder ausgetauscht wurden, ist sie inzwischen obsolet.